# Бонет, Карлос
Ка́рлос Боне́т (исп. Carlos Bonet Cáceres; 2 октября 1977, Асунсьон) — парагвайский футболист, игравший на позиции защитника. Выступал за сборную Парагвая. Участник чемпионатов мира 2002 и 2006 годов. Участник Кубка Америки 2007.

## Биография
Карлос Бонет начал карьеру в клубе «Соль де Америка» в 1997 году. Спустя год он отправился в аргентинский клуб «Атлетико Рафаэла», где провёл следующие 3 сезона.
По возвращении в Парагвай в 2002 году у Бонета начался лучший этап в карьере — вместе с «Либертадом» в последующие 6 лет он трижды выигрывал первенство Парагвая, а также провёл несколько успешных кампаний в международных кубках.
С 2002 года стал игроком сборной Парагвая, с которой тогда же принял участие в чемпионате мира. В 2006 также выступал на чемпионате мира, а в 2007 — в Кубке Америки.
В 2007 вместе со своим товарищем по клубу и сборной Кристианом Риверосом был куплен мексиканским «Крус Асулем». В 2008 году дважды занимал второе место в чемпионате Мексики.
В 2009 году возвратился в чемпионат Парагвая, на сей раз — в состав самого титулованного клуба страны «Олимпии», где стал капитаном клуба. В 2010—2012 годах выступал за «Либертад», где стал чемпионом Клаусуры 2010, после чего перешёл в «Серро Портеньо». В составе «красно-синих» ещё дважды становился чемпионом Парагвая. В 2017 году выступает за «Депортиво Капиату», пробившуюся в предыдущем сезоне в Кубок Либертадорес. В следующем году завершил игровую карьеру в составе этой команды.

## Титулы
- Чемпион Парагвая (6): 2002, 2003, 2006, 2010 (Клаусура), 2013 (Клаусура), 2015 (Апертура)